# Морской флаг

Андреевский флаг.

Торговый флаг Российской империи, утверждённый Морским уставом 13 января 1720 года.

Морской флаг — отличительный знак (флаг) в виде полотнища правильной геометрической формы со специальной расцветкой, который может определять государственную принадлежность, ранг и предназначение корабля (судна), ранг его командира (капитана), должность определенного лица, пребывающего на корабле, выполняемое кораблем задание или исполнять специальные сигнальные функции.
Морские флаги бывают нескольких видов. Помимо торговых и военно-морских флагов (кормовых, размещаемых на корме) существуют гюйсы, флаги рангов, должностные флаги, яхт-клубов, сигнальные флаги и флаги расцвечивания.

## История происхождения морских флагов

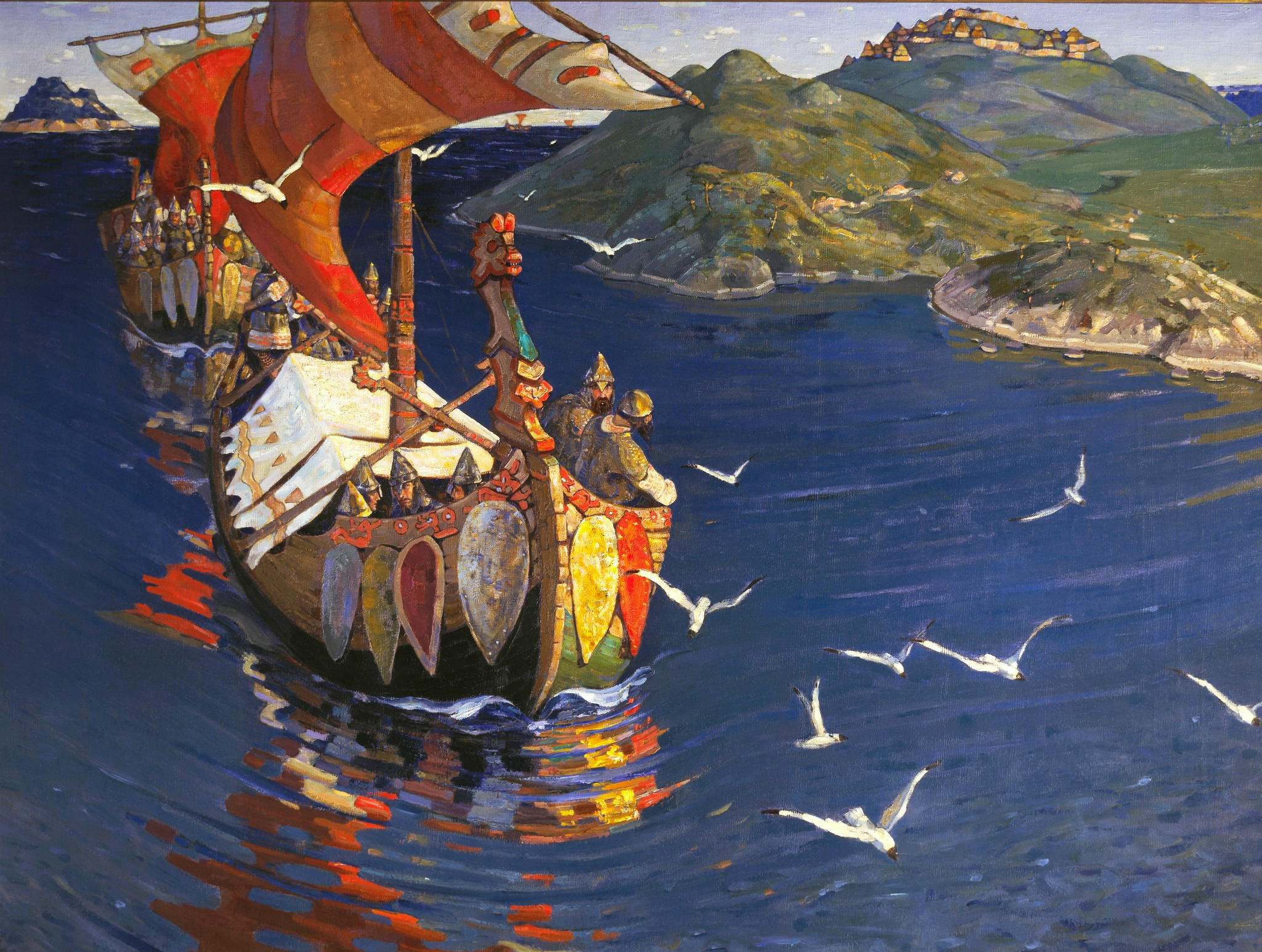
«Заморские гости», Николай Рерих, 1901, Третьяковская галерея.

Большинство флагов первоначально создавались для использования на море и только позднее на суше. Самыми первыми особыми знаками владения и национальной принадлежности судов были эмблемы (позднее гербы), нарисованные на парусах корабля. Той же цели служили гербовые щиты, прикреплённые вдоль планширов. Начиная с XII—XIII веков морские флаги постепенно вводились в употребление, становясь важным средством определения как государственной принадлежности и функции корабля, так и ранга (должности) его командира.
В период Высокого Средневековья все корабли вооружались до определенной степени, поэтому чётких различий между торговыми и военными кораблями ещё не существовало. Для указания своей государственной принадлежности большинство кораблей поднимали флаги портов своей приписки. Среди первых национальных морских флагов, использовавшихся на кораблях Северной Европы, были английский флаг белого цвета с крестом святого Георгия, синий шотландский флаг с крестом святого апостола Андрея Первозванного и датский национальный флаг "даннеброг" (дат. dannebrog). В Средиземноморье одними из первых таких флагов были генуэзский флаг с изображением креста святого Георгия и венецианский флаг со львом святого Марка.

Английский флаг с крестом святого Георгия
Шотландский флаг с крестом святого апостола Андрея Первозванного
Датский флаг — старейший из действующих флагов, введён в XIII веке
Генуэзский флаг с крестом святого Георгия
Венецианский флаг со львом святого Марка

## Морские флаги в XVI—первой половине XX века

### Юнион-Джек
В Англии эпохи Елизаветы I (1558—1603 годы) каждый военный корабль имел особый полосатый значок с крестом святого Георгия в крыже. Полосы как правило были горизонтальными; они варьировалось числом (от пяти до одиннадцати) и цветом (красный, белый; зелёный, белый; красный, белый, синий; красный, зелёный, красный, синий и др.).
12 апреля 1606 года английский король Яков I утвердил использование нового флага, ставшего известным под названием Юнион Джека: 
С этого времени впредь все наши подданные на этом острове и в королевстве Великобритании и его члены должны носить на своих мачтах красный крест, обычно называемый крестом святого Георгия, и белый крест, обычно называемый крестом святого Андрея, соединёнными вместе, в соответствии с формой, созданной нашими герольдами...
С 1625 года Британский военно-морской флот был разделён на три эскадры, каждой из которых присвоили флаг определённого цвета. Красный флаг предназначался центральной эскадре под командованием адмирала флота; синий — авангарду, которым командовал вице-адмирал, а белый флаг — арьергарду, которым командовал контр-адмирал. От такого разделения отказались в 1864 году, но белый цвет флажного полотнища остался неизменным; синий же цвет стал символом Королевского резерва ВМС, его также могли использовать офицеры запаса, командующие частными судами.
Вплоть до 1634 года Юнион Джек использовался как торговыми, так и военно-морскими судами. Позднее использование флага ограничили только королевскими кораблями или судами, непосредственно служащими королю. Торговые суда вновь стали использовать белый флаг с крестом святого Георгия, а шотландские корабли — флаг с крестом святого апостола Андрея Первозванного. Одновременно в качестве торгового флага стал использоваться красный флаг с крестом святого Георгия в крыже (его использование было легализовано в 1674 году). Указ 1674 года сохранил «флаг и гюйс белые с красным крестом (обычно называемый крестом святого Георгия)», а также повторно предупредил, что использование Юнион Джека торговыми судами являлось нелегальным. Многие торговые капитаны предпочитали использовать «королевский гюйс» вместо торговых флагов для получения дополнительных привилегий (лучшей защиты, освобождения от портовых сборов во Франции и освобождения от использования лоцмана в Голландии).
В 1801 году в связи с официальным объединением Великобритании и Ирландии было образовано новое государство - Соединённое королевство Великобритании и Ирландии. К флагу Великобритании, существовавшему прежде, был добавлен символ Ирландии — флаг Святого Патрика. В таком объединённом виде флаг и дошёл до наших дней.

### Андреевский флаг
Одним из самых старых военно-морских флагов является российский флаг, также известный как Андреевский флаг. Он был принят около 1700 года императором Петром I. На белом полотнище Андреевского флага изображён голубой Андреевский крест. Как и в Великобритании, данный символ полагался кораблям кордебаталии, которой командовал адмирал флота; синие и красные флаги с андреевским крестом в белом крыже были приписаны авангарду и арьергарду соответственно.

### Другие флаги
Композиция флагов с Юнион Джеком в крыже оказала значительное влияние на военную символику многих других стран Европы. Франция в 1790 году на белое поле гюйса, использовавшегося
во времена монархии, добавила крыж, окрашенный в республиканские цвета. Флаги с подобной композицией в 1815 году учредили Швеция и Сардиния, а в 1844 году на шведском гюйсе (швед. örlogsgösen) появились цвета флагов Швеции и Норвегии. Другой популярной моделью военного флага в XVIII и XIX веках был голландский флаг с горизонтальными полосами.

Военно-морской флаг и гюйс Королевства Франции с XVIIв. до 1790г.
Военно-морской флаг республиканской Франции (1790—1794) — первый флаг Первой французской республики
Торговый флаг Швеции (1815—1844) в составе Шведско-норвежской унии
Флаг Королевства Сардиния (1815—1848)
Военно-морской флаг и гюйс Швеции (1844—1905) в составе Швеции
Национальный Флаг Нидерландов — в т.ч., торговый и военно-морской флаг (до 1937 — гюйс)

С 1701 года во флоте Пруссии использовался простой белый флаг с малым гербом и изображением железного креста (чёрного цвета). Испанский морской флаг, принятый в 1785 году, был окрашен в гербовые цвета, на середине полотнища размещался государственный герб.

## Виды морских флагов

### Торговые флаги
Торговый флаг используется гражданскими судами для обозначения своей государственной принадлежности. Он может единым с государственным флагом, гюйсом и военно-морским флагом или отличным от них. В некоторых странах существуют специальные гражданские гюйсы для яхт и даже для конкретных яхт-клубов, известные как яхтенные гюйсы.

### Военно-морские флаги
Специальные военные флаги, отличающиеся от национального флага, имеют флота менее чем 40 стран мира; в некоторых случаях военный флаг имеет такую же композицию, что и государственный, но в других пропорциях. Также в некоторых странах существуют специальные флаги для вспомогательных судов: российские вспомогательные корабли ходят под тёмно-синим флагом с Андреевским крестом в крыже, а Королевская вспомогательная флотская служба использует британский синий кормовой флаг, обременённый жёлтым якорем.

### Гюйс
Гюйс — первоначально, носовой флаг корабля, поднимался на бушпритах кораблей («бушпритный флаг») на специальном флагштоке (гюйсштоке), как на стоянке, так и в море, на ходу (в Российской империи — до 1820 г.).
Большинство первых гюйсов соответствовали флагу, используемому на море торговыми или военно-морскими судами. Первый английский морской флаг, белый с красным крестом святого Георгия, использовался как гюйс до 1606 года военными кораблями, и в том же качестве на торговых судах вплоть до середины XIX века.
В России, также, сперва, в качестве носового (бушпритного) флага военных кораблей, использовался кормовой флаг. Однако, примерно в 1699 году (по крайней мере, не позднее 1701 года) в российском флоте проявился флаг, рисунок которого стал отличаться от кормового, который впервые был документально описан Петром в 1712 году, как: «Гиус Красный, в котором вышереченный крест белым обложен. Гиус он же и кейзерс-флаг». То есть, гюйс, поднятый на грот-мачте, стал дополнительно обозначать присутствие на корабле великих князей. Позднее кейзерс-флаг стал исполнять функции должностного флага генерал-адмирала (см. ниже).
Должностной флаг генерал-адмирала поднимался, в том числе, на носу шлюпки и исполнял функции своеобразного «шлюпочного гюйса». В роли шлюпочных гюйсов в российском флоте применялись также специальные должностные шлюпочные флаги адмиралов (см. ниже).
Помимо этого, практически сразу после введения в России гюйса в качестве корабельного флага, он стал применяться и в качестве крепостного флага для обозначения морских (приморских) крепостей и крепостных объектов (фортов). Флаг, повторяющий гюйс, на флагштоке форта Кронштадт, изображён уже на гравюре 1704 года. Официально единый рисунок для гюйса и крепостного флага описан и утвержден в первом «Морском Уставе» Российской империи 1720 года.

Российский гюйс (1701—1924),
крепостной флаг (1704—1913, 1918—1924), кейзер-флаг корабельный (1712—1917), должностной флаг генерал-адмирала (1721—1917)

В указанном совместном качестве гюйс или крепостной флаг применялся до 1913 года, когда законом от 7 декабря за № 40638 был утверждён новый вариант крепостного флага (в центр был добавлен государственный орёл), который просуществовал вплоть до Февральской революции 1917 года, после чего корабельные флаги постоянно менялись. В качестве крепостного флага до 1924 г. использовался «царский» гюйс старого образца без орла. В 1924 г. постановлением ЦИК и СНК СССР от 29 августа 1924 года вновь утвержден единый рисунок гюйса и крепостного флага. В последующем, рисунок флага менялся, но в совместном качестве «гюйс или крепостной флаг» (флаг приморских крепостей) применяется и по сей день.
В настоящее время, в Военно-Морском флоте Российской Федерации гюйс поднимается на гюйс-штоке на баке (на носу) кораблей 1-го и 2-го ранга, одновременно с кормовым флагом, каждый день (обычно с 8 часов утра и до захода солнца) только «во время стоянки на якоре, бочке или швартовах», а также «на мачтах береговых салютных пунктов при производстве салютов».
Таким образом, гюйс имеет ещё одно, неофициальное название, «стояночный флаг», так как служит для обозначения неподвижных военно-морских объектов (как соответствующих кораблей, так и крепостных объектов).
Гюйс, также как и государственный флаг, свидетельствует о государственной принадлежности военно-морского корабля или крепостного объекта.

### Должностные флаги
Главными должностными флагами российского флота были штандарты императора и членов императорской семьи, а также кейзерс-флаг ("кейзер-флаг"), который по рисунку совпадал с гюйсом, и обозначал присутствие на корабле великих князей (см. выше). В первом «Морском Уставе» 1720 года официально утверждён рисунок кейзерс-флага.
Впоследствии, царским указом от 7 (18) октября 1721 году было велено "генерал-адмиралу графу Апраксину дать кайзер-флаг" и он стал исполнять функции должностного флага генерал-адмирала. В данном качестве флаг поднимался на грот-стеньге или на носу шлюпки.

#### Должностные флаги адмиралов Российского флота
В российском военном флоте петровских времен (1701) существовали и должностные флаги адмиралов, которые поднимались как на стеньгах мачт, так и на шлюпках. Адмиральские флаги были цветными. Белым, красным, синим. При этом, Андреевский крест на белом флаге до 1710 года занимал только крыж, а после 1712 года - все полотнище флага.
В 1716 году в связи с ростом российского флота за дивизиями флотов были закреплены цветные кормовые флаги. Однако, поскольку в каждой дивизии могли быть свои адмирал, контр-адмирал и вице-адмирал, было решено обозначить место их пребывания не личным флагом, а местом подъема флага, аналогичного кормовому. То есть один и тот же флаг мог означать присутствие на судне адмиралов различных рангов в зависимости от места подъема. Каждый адмирал поднимал свой флаг на стеньге на определенной мачте:
адмирал- на грот-стеньге, вице-адмирал - на фор-стеньге, контр-адмирал (или, как он тогда назывался, шаутбенахт) - на крюйс-стеньге.
Например, командующий 1-й дивизией (старший адмирал) поднимал на грот-стеньге корабля и на шлюпке "флаг 1-го адмирала" - обычный Андреевский флаг. Этот же флаг служил флагом вице-адмирала 1-й дивизии, если поднимался на фор-стеньге и флагом контр-адмирала I дивизии, если поднимался на крюйс-стеньге, и т.д.
В 1723 году появились специальные шлюпочные флаги адмиралов, которые поднимались на носу шлюпки (до этого на шлюпках поднимались такие же флаги, что и на судах). В этом качестве использовались:
Шлюпочные флаги адмиралов
Флаги командующего I дивизией (дивизией белого флага)
("флаги 1-го адмирала")

Флаг адмирала

Флаг вице-адмирала

Флаг контр-адмирала

Флаги командующего II дивизией (дивизией синего флага)
("флаги 2-го адмирала")

Флаг адмирала

Флаг вице-адмирала

Флаг контр-адмирала

Флаги командующего III дивизией (дивизией красного флага)
("флаги 3-го адмирала")

Флаг адмирала

Флаг вице-адмирала

Флаг контр-адмирала

В 1797 году указом императора Павла I Андреевский флаг в крыжах адмиральских цветных флагов был заменен на гюйс (знак генерал-адмирала, которым и являлся Павел). Флагом 1-го адмирала остался белый Андреевский флаг.
Однако, на судах, не имевших бизань-мачты, было невозможно поднять флаг контр-адмирала (он должен был подниматься именно на бизань-мачте). Но это упущение было исправлено только при Александре I - существовало специальное повеление императора в таких случаях поднимать на грот мачте шлюпочный контр-адмиральский флаг.
В 1865 году было решено, чтобы все флагманы использовали в качестве стеньговых обычный белый Андреевский флаг. Но существовала оговорка, что, по особому указанию, когда "по значительному составу эскадры" её придется разделить на части, допускалось иметь цветные флагманские флаги.
Приказом генерал-адмирала от 24 марта 1870 года №46 шлюпочные флаги адмиралов были утверждены в качестве стеньговых:
стеньговым флагом адмирала Андреевский стал флаг; 
флагом вице-адмирала стал Андреевский флаг с дополнительной синей полосой по нижней кромке;
а флагом контр-адмирала - Андреевский флаг с дополнительной красной полосой по нижней кромке.
Эти новые стеньговые флаги уже не были "привязаны" к определенной мачте, поскольку и самих мачт в новом пароходном флоте, практически, не оставалось.